# Dnistrîk-Dubovîi, Turka
Dnistrîk-Dubovîi (în ucraineană Дністрик-Дубовий) este un sat în comuna Boberka din raionul Turka, regiunea Liov, Ucraina.

## Demografie
Componența lingvistică a localității Dnistrîk-Dubovîi
     Ucraineană (100%)
Conform recensământului din 2001, toată populația localității Dnistrîk-Dubovîi era vorbitoare de ucraineană (100%).